# Zohra Lampert
Zohra Lampert (New York City, 13 maggio 1937) è un'attrice statunitense, attiva in teatro, cinema e televisione.

## Biografia
Figlia di un architetto e di un'immigrata russa, diplomata alla New York's High School of Music and Art, dopo aver studiato alla University of Chicago iniziò la carriera di attrice recitando in teatro. È stata sposata per un breve periodo, fra il 1957 ed il 1958, con l'attore Bill Alton, e dal 2010 è sposata con il conduttore Jonathan Schwartz.
È nota come interprete del film dell'orrore La morte corre incontro a Jessica (1971), un cult negli Stati Uniti, e per aver fatto parte del cast del film Splendore nell'erba (1961) di Elia Kazan, accanto a Natalie Wood e Warren Beatty.
Ha inoltre interpretato i film Pagare o morire (1960), ispirato al poliziotto italo-americano Joe Petrosino, e Lettere d'amore (1990) di Martin Ritt.
In televisione è apparsa nell'episodio La ragnatela, della serie televisiva L'ora di Hitchcock (1963), girato insieme a Robert Redford, e nell'episodio Amid Splinters of the Thunderbolt della serie Dove vai Bronson? (1969).
È stata vincitrice agli Emmy del 1975 del premio alla migliore attrice non protagonista per l'interpretazione nell'episodio Regina degli zingari della serie televisiva Kojak (1975).

## Filmografia parziale

### Cinema
- Strategia di una rapina (Odds Against Tomorrow), regia di Robert Wise (1959)
- Pagare o morire (Pay or Die), regia di Richard Wilson (1960)
- La squadra infernale (Posse from Hell), regia di Herbert Coleman (1961)
- Splendore nell'erba (Splendor in the Grass), regia di Elia Kazan (1961)
- Balliamo insieme il twist (Hey, Let's Twist!), regia di Greg Garrison (1961)
- Una splendida canaglia (A Find Madness), regia di Irvin Kershner (1966)
- Addio Braverman (Bye Bye Braverman), regia di Sidney Lumet (1968)
- Some Kind of a Nut, regia di Garson Kanin (1969)
- La morte corre incontro a Jessica (Let's Scare Jessica to Death), regia di John D. Hancock (1971)
- La sera della prima (Opening Night), regia di John Cassavetes (1977)
- Alphabet City, regia di Amos Poe (1984)
- Teachers, regia di Arthur Hiller (1984)
- American Blue Note, regia di Ralph Toporoff (1989)
- Lettere d'amore (Stanley & Iris), regia di Martin Ritt (1990)
- L'esorcista III (The Exorcist III), regia di William Peter Blatty (1990)

### Televisione
- L'ora di Hitchcock (The Alfred Hitchcock Hour) – serie TV, episodio 1x18 (1963)
- Il reporter (The Reporter) – serie TV, episodio 1x09 (1964)
- Le spie (I Spy) – serie TV, episodio 2x24 (1967)
- Dove vai Bronson? (Then Came Bronson) – serie TV, 1 episodio (1969)
- Kojak – serie TV, episodio 2x18 (1975)

## Doppiatrici italiane
- Vittoria Febbi in Strategia di una rapina
- Maria Pia Di Meo in Pagare o morire